# Euskal Herria Bildu
Euskal Herria Bildu (lett. "raccogliere" o "unire il Paese Basco") è una coalizione di partiti politici spagnoli fondata nel 2012. È presente nelle comunità autonome della Navarra e dei Paesi Baschi, regioni che secondo il nazionalismo basco formano il Paese Basco meridionale (Hegoalde). Seppur assente dal Paese Basco settentrionale (Iparralde, in territorio francese), intrattiene un rapporto preferenziale col partito locale Euskal Herria Bai, orientata alla creazione di uno stato basco indipendente. È composta da diverse formazioni di sinistra, sostenitrici del nazionalismo basco, nella specie:
- Eusko Alkartasuna;
- Aralar (dissoltosi nel 2017);
- Alternatiba;
- Sortu.

Precursore dell'alleanza è stata la coalizione Amaiur (alla quale Sortu non aveva partecipato). 
Il presidente del partito è Arnaldo Otegi, che in gioventù fece parte della Banda terrorista ETA e che successivamente contribuì alla pacificazione in quei territori. È stato condannato a 10 anni di prigione, il primo marzo del 2016 esce di prigione dopo aver scontato solo 6 anni di carcere.

## Storia
Alle elezioni europee del 2014 la formazione aderisce assieme ad altri partiti alla lista elettorale denominata "Los Pueblos Deciden", che ottiene il 2,1% dei voti e un seggio. Risulta eletto Josu Juaristi, esponente dell'Euskal Herria Bildu e che resterà in carica per i primi tre anni e mezzo; per il restante anno e mezzo, gli subentrerà Ana Miranda, del Blocco Nazionalista Galiziano.

### 2019
Alle elezioni generali di aprile del 2019 elegge quattro deputati e un senatore, tutti nei Paesi Baschi.
Alle elezioni europee del 2019, ottenere un europarlamentare grazie alla lista Ahora Repúblicas, che insieme a Sinistra Repubblicana di Catalogna e Blocco Nazionalista Galiziano, riceve il 5,58% dei voti. Nelle elezioni del parlamento della Navarra del 2019 tenutesi lo stesso giorno di quelle europee ha ricevuto il 14,60%, risultando il quarto partito più votato (dopo la coalizione di centrodestra Navarra Suma, il PSOE e Geroa Bai).
Nelle elezioni generali anticipate di novembre del 2019 EH Bildu elegge 5 deputati, riuscendo a eleggere per la prima volta un deputato in Navarra.
Alle elezioni del parlamento basco del 2020 ha conseguito il 27,60%, risultando il secondo partito più votato (dopo il Partito Nazionalista Basco) nella comunità autonoma dei Paesi Baschi.

### 2023
EH Bildu è stata la forza politica più votata nei Paesi Baschi e in Navarra e quella che ha vinto più sindaci alle elezioni comunali del 2023.
Alle elezioni generali anticipate del 2023 il partito ottiene 6 deputati (5 nei Paesi Baschi e 1 in Navarra), superando per la prima volta il PNV/EAJ come primo partito in una competizione nazionale.
Alle elezioni europee del 2024 si ripresenta nella coalizione del 2019 "Ahora Repùblicas", insieme al partito catalano ERC e il galiziano BNG, la coalizione ottiene il 4,91% dei voti e tre eurodeputati, uno di questi per EH Bildu, che elegge Pernando Barrena.

## Componenti

Eusko Alkartasuna
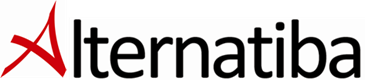
Alternatiba
Aralar
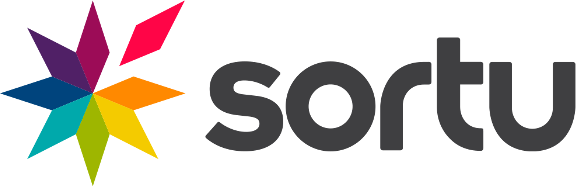
Sortu

## Resultati elettorali

### Corti Generali di Spagna
| Elezioni    | Elezioni     | Voti (%)        | Posizione | Deputati (Congresso dei Deputati) | Senatori (Senato di Spagna) |
| ----------- | ------------ | --------------- | --------- | --------------------------------- | --------------------------- |
| 2015        | Spagna       | 219125 (0,87%)  | 12        | 2 / 350                           | 0 / 208                     |
| 2015        | Paesi Baschi | 184186 (15,07%) | 4         | 2 / 18                            | 0 / 12                      |
| 2015        | Navarra      | 34939 (9,9%)    | 4         | 0 / 5                             | 0 / 4                       |
| 2016        | Spagna       | 184713 (0,77%)  | 11        | 2 / 350                           | 0 / 208                     |
| 2016        | Paesi Baschi | 153339 (13,3%)  | 4         | 2 / 18                            | 0 / 12                      |
| 2016        | Navarra      | 31374 (9,38%)   | 4         | 0 / 5                             | 0 / 4                       |
| 2019 (apr.) | Spagna       | 259647 (0,99%)  | 10        | 4 / 350                           | 1 / 208                     |
| 2019 (apr.) | Paesi Baschi | 212200 (16,7%)  | 3         | 4 / 18                            | 1 / 12                      |
| 2019 (apr.) | Navarra      | 46640 (12,77%)  | 4         | 0 / 5                             | 0 / 4                       |
| 2019 (nov.) | Spagna       | 277621 (1,15%)  | 10        | 5 / 350                           | 1 / 208                     |
| 2019 (nov.) | Paesi Baschi | 221073 (18,78%) | 3         | 4 / 18                            | 1 / 12                      |
| 2019 (nov.) | Navarra      | 56548 (16,96%)  | 3         | 1 / 5                             | 0 / 4                       |
| 2023        | Spagna       | 333362 (1,36%)  | 7         | 6 / 350                           | 4 / 208                     |
| 2023        | Paesi Baschi | 274676 (23,95%) | 3         | 5 / 18                            | 4 / 12                      |
| 2023        | Navarra      | 58686 (17,31%)  | 2         | 1 / 5                             | 0 / 4                       |

### Parlamento europeo
| Elezioni                  | Totale             | Totale | Totale | Paesi Baschi | Paesi Baschi | Paesi Baschi | Navarra | Navarra | Navarra   |
| Elezioni                  | Coalizione         | Seggi  | +/–    | Voti         | %            | Posizione    | Voti    | %       | Posizione |
| ------------------------- | ------------------ | ------ | ------ | ------------ | ------------ | ------------ | ------- | ------- | --------- |
| Elezioni europee del 2014 | I Popoli Decidono  | 1 / 54 | 1      | 177 694      | 23,4         | 2            | 44 129  | 20,2    | 2         |
| Elezioni europee del 2019 | Adesso Repubbliche | 1 / 54 | 0      | 246 488      | 22,0         | 2            | 54 308  | 16,0    | 3         |

### Parlamento basco
| Paesi Baschi | Paesi Baschi            | Paesi Baschi | Paesi Baschi | Paesi Baschi | Paesi Baschi | Paesi Baschi |
| Elezioni     | Candidato a Lehendakari | Voti         | %            | Posizione    | Deputati     | +/–          |
| ------------ | ----------------------- | ------------ | ------------ | ------------ | ------------ | ------------ |
| 2012         | Laura Mintegi           | 277 923      | 24,67        | 2            | 21 / 75      | nuovo        |
| 2016         | Maddalen Iriarte        | 225 172      | 21,13        | 2            | 18 / 75      | 3            |
| 2020         | Maddalen Iriarte        | 249 580      | 27,60        | 2            | 21 / 75      | 3            |
| 2024         | Pello Otxandiano        | 341 735      | 32,16        | 2            | 27 / 75      | 6            |

### Assemblee generali dei Paesi Baschi
| Paesi Baschi | Paesi Baschi | Paesi Baschi | Paesi Baschi | Paesi Baschi | Paesi Baschi |
| Elezioni     | Voti         | %            | Posizione    | Deputati     | +/–          |
| ------------ | ------------ | ------------ | ------------ | ------------ | ------------ |
| 2015         | 242.431      | 22,73        | 2            | 39 / 153     | nuovo        |
| 2019         | 266.946      | 23,98        | 2            | 39 / 153     | 0            |
| 2023         | 290.513      | 29,33        | 2            | 51 / 153     | 12           |

### Parlamento della Navarra
| Navarra  | Navarra                | Navarra | Navarra | Navarra   | Navarra  | Navarra |
| Elezioni | Candidato a Presidente | Voti    | %       | Posizione | Deputati | +/–     |
| -------- | ---------------------- | ------- | ------- | --------- | -------- | ------- |
| 2015     | Adolfo Araiz           | 48.166  | 14,2    | 3         | 8 / 50   | nuovo   |
| 2019     | Bakartxo Ruiz          | 50.631  | 14,5    | 4         | 7 / 50   | 1       |
| 2023     | Laura Aznal            | 55.478  | 17,3    | 3         | 9 / 50   | 2       |